# Philippe Bugalski
Philippe Bugalski (Busset, 1963. június 12. – Le Vaudoué, 2012. augusztus 10.) francia autóversenyző, kétszeres rali-világbajnoki futamgyőztes.

## Pályafutása
1984 és 2003 között vett részt a rali-világbajnokságon. Ez idő alatt nagyrészt aszfalt borítású versenyeken indult. Negyven világbajnoki versenye során összesen két győzelmet és négy dobogós helyezést ért el. Karrierje során megfordult a Citroen, valamint a Renault gyári csapatának alkalmazásában. Legelőkelőbb összetett világbajnoki helyezését az 1999-es szezonban érte el, amikor is a hetedik helyen zárta az évet.

## Halála
2012. augusztus 10-én saját birtokán leesett egy fáról, és belehalt sérüléseibe.

## Eredményei

### Rali-világbajnoki győzelmei
| #  | Dátum                | Rali         | Navigátor          | Autó                  | Összefoglaló |
| -- | -------------------- | ------------ | ------------------ | --------------------- | ------------ |
| 1. | 1999. április 19-21. | Katalán rali | Jean-Paul Chiaroni | Citroën Xsara Kit Car | Összefoglaló |
| 2. | 1999. május 7-9.     | Korzika-rali | Jean-Paul Chiaroni | Citroën Xsara Kit Car | Összefoglaló |